# Alberto Maneiro
Alberto Maneiro (n. San Sebastián, España; 1968) es un actor español.

## Trayectoria
En un primer momento enfocó su vida profesional hacia el periodismo, llegando a licenciarse en dicha carrera, y después cursó clases de interpretación en el Laboratorio William Layton.
Inició su carrera en la televisión con pequeños papeles en series como Éste es mi barrio y El súper; y posteriormente la afianzaría con su intervención en la serie Calle nueva (1997), donde se dio a conocer al público con su papel de César.
En 1998 consiguió un papel fijo en la serie Hermanas, donde coincidió con intérpretes como Ángela Molina, Amparo Valle, Vicenta N´Dongo, Mónica Molina, Nuria Mencía, Beatriz Santiago, Anabel Alonso y Pilar Bardem. En ella interpretó a Gustavo, un estudiante universitario enamorado de una nodriza (Consuelo) a la que no sabe cómo tratar, pero de la que se convertiría en su mejor amigo a raíz del apoyo que la brindó al denunciar las malas artes de un profesor; muy a pesar de que Consuelo iniciase una relación con un fotógrafo llamado Alberto (Adrià Collado).
En 2001 el actor fue dirigido por Juan Carlos Pérez de la Fuente en La muerte de un viajante según la pieza de Arthur Miller. En ella el intérprete dio vida a Bliff Lohman, un joven cuyo padre, Willie (José Sacristán), volcaba sus frustraciones sobre él. A estas obras se sumaron a lo largo de la década Todo en el jardín (2003) y Troilo y Crésida (William Shakespeare) (2004). La primera, una adaptación de Edward Albee dirigida por Jaime Chávarri, encerraba una reflexión sobre el utilitarismo de las personas que se mueven por dinero. En ella el actor encarnó a Bernard Acton, marido de Jenny (Beatriz Santana), quien recibe una oferta que le permitiría tener cuantiosas ganancias que ostentar. La segunda, en palabras de su director Francisco Vidal, pretendía ser una aproximación a la realidad de la guerra, tras la cual las bellas palabras señalan el camino hacia la destrucción. En ella Alberto Maneiro interpretó a Troilo, enamorado de Crésida.
El actor intercaló estas producciones con algunos cortometrajes como Garbanzos (2000) y papeles episódicos de series como El Comisario u Hospital Central. En 2005 Elena Arnao lo fichó para un papel episódico, pero importante en Aquí no hay quien viva: un niñero homosexual que acabaría casándose con el novio de su jefe con cierta sentimiento de culpabilidad. Gracias a ese trabajo Alberto Maneiro se convirtió, junto a Luis Merlo y Mariano Alameda, en portada de la revista TP. En ella el actor declaraba sobre su personaje que «Abel está conociendo el ambientillo de la casa y, con Diego, se deja llevar. Ha sido una especie de "aquí te pillo, aquí te mato"».
Alberto concluyó el año con una gira teatral con la obra La soga, inspirada en la película de Alfred Hitchcock, y en la que encarnó a un asesino que daba una fiesta nada más finalizar su crimen y que se mostraba durante la velada rígido, a pesar de sus esfuerzos de aparentar cierta normalidad, y que lo llevan a autodelatarse. Propuesta que cuestionaba la teoría del superhomenaje se caracterizó por cierto juego de tipo cinéfilo al cambiar el nombre de los personajes originales por el de algunos de las películas de Alfred Hitchcock. El de Maneiro en concreto pasó a ser Norman Bates (Psicosis). Completaron el reparto Chema Muñoz, Tomás Calleja, Eva Higueras, Rafael Segarra, Paloma Paso Jardiel y Víctor Manuel Dogar, también director de la obra.
Al concluir la gira, protagonizó el cortometraje Eres, en el cual dio vida a un hombre que investiga la percepción que de él tienen los demás para poder entender sus fracasos sentimentales; averiguando que para algunos es muy aludador y para otros muy crítico, optimista y pesimista, avispado y torpe, sociable e insociable...
A finales de 2006 se incorporó al elenco de Amar en tiempos revueltos. En ella interpretó a Jerónimo, un jugador de cartas arruinado que cambia su suerte al entablar una relación con Charito (Lidia Navarro), una mujer de compañía del bar La Cueva, y cuyos caprichos le hacen tambalear su economía hasta el punto de asesinar a un usurero a quien no podía pagar. Por segunda vez consecutiva le tocaba ponerse en la piel de un joven aparentemente fuerte, pero en realidad que encubría carencias afectivas que hacían desestabilizarse hasta cometer el asesinato. 
A principios de 2007 estrenó la obra Buenas noches, Hamlet, basada en la pieza de Shakespeare acompañado de Maite Pastor, Silvia Espigado y Antonio del Olmo. En ella Maneiro interpretó al príncipe danés ataviado como un estudiante universitario que se siente desplazado del mundo y que reconstruye para su madre fragmentos concretos de la obra para acabar decidir seguir existiendo; aunque fuese con remordimientos, resistiéndose a cavar su tumba, evitando el descanso que proporciona la muerte. Representada en Madrid en el teatro Lagrada, a pesar de que Hamlet sí cometía crímenes a lo largo de la función al revés que los anteriores personajes sí lograba rectificar a tiempo a pesar de que volviese a encarnar el prototipo de la juventud desorientada. Con la diferencia, de que en esta ocasión se convertía en demiurgo de su propia ficción, en un ser que afrontaba la tragedia de seguir viviendo.
En julio de 2007 estrenó la adaptación de Calderón de la Barca, Casa con dos puertas, mala es de guardar, en la que encarnó a Lisardo, un caballero desconcertado e indeciso que se enamora de la hermana (Marcela: Alejandra Torray) de su mejor amigo (Félix: Gabriel Moreno), en cuya casa de hospeda. La función trasladaba la acción incluso al patio de butacas, convirtiendo al lugar en un gran teatro del mundo, en el que al final sólo la apuesta por la verdad frente a la mentira facilita la maduración personal y la culminación de cualquier aprendizaje vital.
Por esas fechas TVE emitió otro trabajo del actor, perteneciente al conjunto de telefilmes producidos por el grupo ganga, Hay que vivir, sobre historias de superación personal. Maneiro intervino concretamente en Mujeres invisibles, que analiza la manera de encarar el cáncer.
En 2009 intervino en las series Unidad Central Operativa junto a Miguel Ángel Solá, y en Cuéntame, ambas dirigidas por Gracia Querejeta.

## Formación
- Laboratorios William Layton.

## Cortometrajes
| Año  | Cortometraje | Director           | Personaje |
| ---- | ------------ | ------------------ | --------- |
| 1995 | Maika        | Igor Fioravanti    |           |
| 2000 | Garbanzos    | Ramón Luque        | Eduardo   |
| 2006 | Eres         | Vicente Villanueva | Hombre    |

## Series de televisión
| Año       | Serie                     | Temporada.Capítulo                  | Personaje       |
| --------- | ------------------------- | ----------------------------------- | --------------- |
|           | El súper                  |                                     |                 |
| 1997      | Este es mi barrio         | 1.28                                |                 |
| 1997-1998 | Calle nueva               | Fijo                                | César           |
| 1998      | Hermanas                  | Fijo primera temporada              | Gustavo         |
| 2002      | Hospital Central          | 3.4                                 |                 |
| 2002      | El comisario              | 5.15                                |                 |
| 2005      | Aquí no hay quien viva    | (3.16-3.23)                         | Abel            |
| 2006      | Amar en tiempos revueltos | (2.62- 2.75)                        | Jerónimo        |
| 2007      | Hay que vivir             | "Mujeres invisibles"                |                 |
| 2009      | Unidad Central Operativa  | (2.8)                               | Jacobo          |
| 2009      | Cuéntame cómo pasó        | "La poderosa o el chico de la moto" | El barbas       |
| 2010      | Acusados                  | "El misterio de Job"                | Armando Vázquez |
| 2011      | BuenAgente                | 1.04 1.05                           | Mario           |

## Obras de teatro
| Año  | Obra de teatro                           | Director                       | Autor de la pieza          | Personaje     |
| 2001 | Muerte de un viajante                    | Juan Carlos Pérez de la Fuente | Arthur Miller              | Biff Lohman   |
| 2003 | Todo en el jardín                        | Jaime Chávarri                 | Edward Albee               | Bernard Acton |
| 2004 | Troilo y Crésida                         | Francisco Vidal                | William Shakespeare        | Troilo        |
| 2005 | La soga                                  | Víctor Manuel Dogar            | Patrick Hamilton           | Norman Bates  |
| 2007 | Buenas noches, Hamlet                    | David Amitin                   | William Shakespeare        | Hamlet        |
| 2007 | Casa con dos puertas, mala es de guardar | Manuel Canseco                 | Pedro Calderón de la Barca | Lisardo       |
| 2008 | La música                                | Marta Álvarez                  | Marguerite Duras           | Michel Nollet |
| 2008 | ¡Que viene Richi!                        | Carmen Losa                    | Larry Shue                 | Guillermo     |
| 2010 | El amante                                | Fernando Sansegundo            | Harold Pinter              | Richard       |